# Cerodontha suturalis
Cerodontha suturalis är en tvåvingeart som först beskrevs av Friedrich Georg Hendel 1931.  Cerodontha suturalis ingår i släktet Cerodontha och familjen minerarflugor. Arten har ej påträffats i Sverige. Inga underarter finns listade i Catalogue of Life.